# Passaggio faunistico

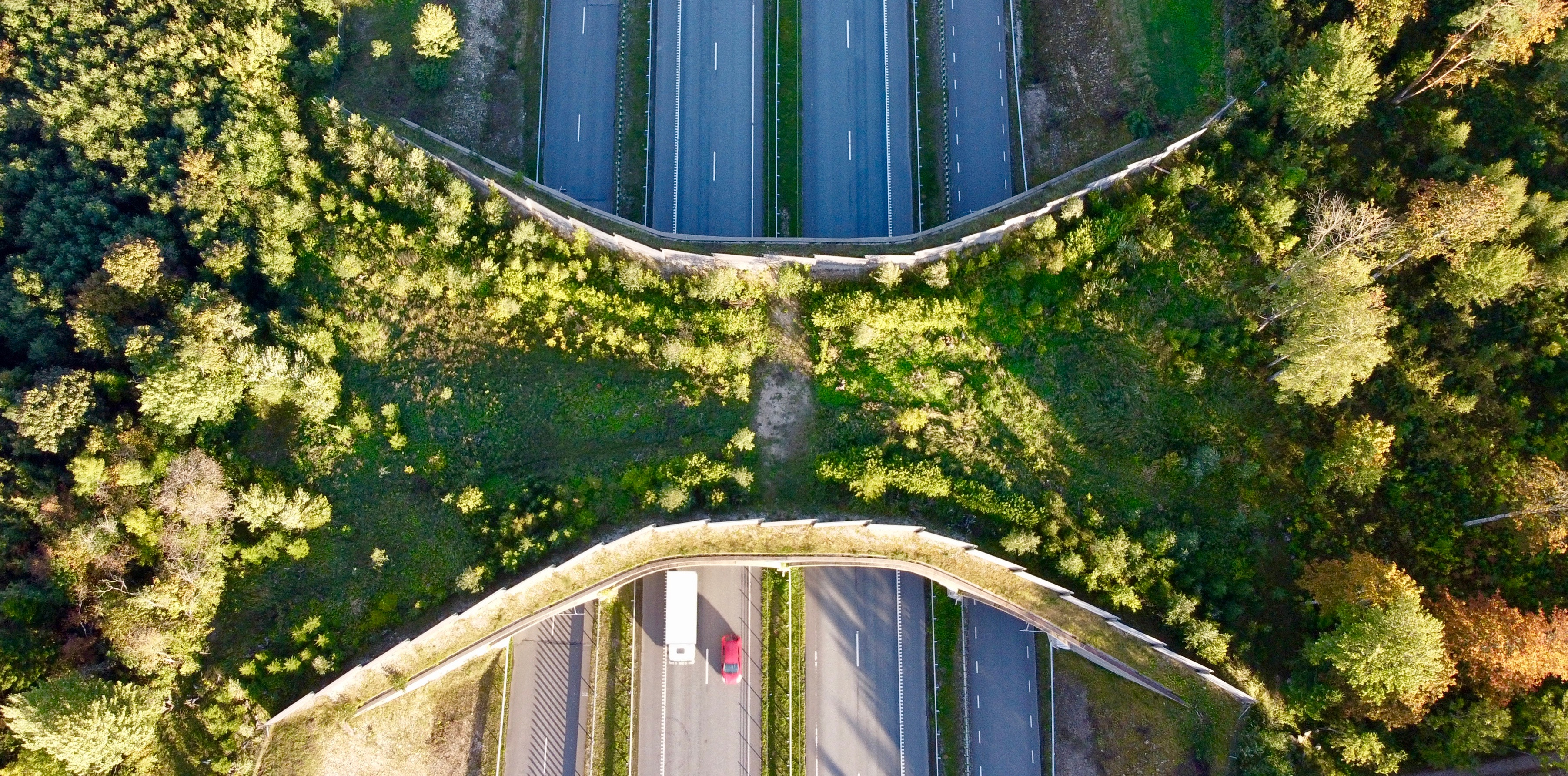
Un ponte per la fauna selvatica in Estonia sull'autostrada Tartu-Tallinn

Un passaggio faunistico (o passaggio per la fauna selvatica o passaggio fauna o ecodotto) è un'infrastruttura artificiale costruita per permettere a diverse specie animali l'attraversamento delle vie di comunicazione antropiche, per esempio strade, autostrade e ferrovie.

## Obiettivi
I passaggi permettono di mantenere o ripristinare la libertà di movimento degli animali su entrambi i lati di un'infrastruttura realizzata dall'uomo. Gli obiettivi della loro realizzazione comprendono da un lato la diminuzione della frammentazione ambientale e dell'isolamento delle popolazioni di animali, dall'altro la diminuzione degli incidenti stradali, riducendo l'attraversamento degli animali sulle vie di comunicazione antropiche. Da questo punto di vista rappresentano una forma di mitigazione attiva dei flussi di animali (contrapposta a una forma di mitigazione passiva quale l'impedimento fisico dell'accesso alle carreggiate).

## Progettazione
La progettazione prevede uno studio approfondito delle comunità faunistiche e delle strutture vegetazionali, con la realizzazione di una dettagliata cartografia che permetta di prevedere le aree con maggiore probabilità di flussi biotici. All'imbocco dei passaggi fauna possono essere realizzate siepi per attirare gli animali verso l'ingresso dei passaggi, comprensive di specie che producano frutti o bacche consumabili dalla fauna stessa. Uno spazio privo di vegetazione all'entrata dovrebbe però permettere l'ingresso della luce per permetterne l'osservazione. Per attrarre possono aiutare, soprattutto nei sovrappassi, pozze per l'abbeveramento. I sottopassi presentano alcune criticità sotto questo profilo.

### Specificità
Gli anfibi sono la categoria più colpita negli attraversamenti stradali durante le migrazioni alla fine dell'inverno e, per le loro caratteristiche, necessitano di strutture specifiche perché, altrimenti, scavalcano facilmente i substrati artificiali. Per i rettili sono necessari ampi substrati naturali di una certa lunghezza, allo stesso livello del paesaggio stradale, con vegetazione in ingresso che funga da rifugio. I piccoli mammiferi sono flessibili e utilizzano anche strutture con materiali come il cemento, a meno che l'acqua non funga da ostacolo al passaggio; fanno eccezione il riccio e lo scoiattolo che tendono ad attraversare comunque la carreggiata, anche tramite cavi elettrici, e che richiedono ostacoli appositi; i lagomorfi quali conigli e lepri tendono a non usare sottopassi di piccole dimensioni o tunnel in lamiera. Carnivori e ungulati presentano esigenze ancora diverse.

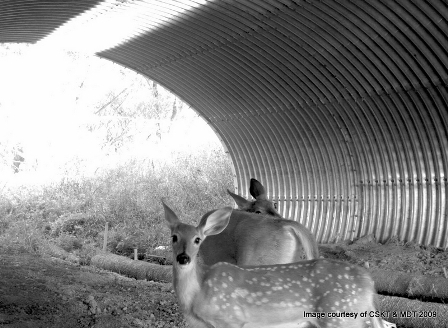
Un cerbiatto e la sua mamma immortalati mentre utilizzano un sottopasso

## Tipologie
In generale i passaggi artificiali sono rappresentati da sovrappassi o sottopassi e possono essere distinti in passaggi per la grande fauna (come cervi, caprioli, cinghiali) o per la piccola fauna, nonché scale di rimonta per pesci e passaggi per castori.
In ambito autostradale le tipologie di passaggi per la fauna possono essere ulteriormente classificate come: tombini di drenaggio; sottopassi scatolari idraulici; sottopassi stradali; sottopassi ad esclusivo uso faunistico; passaggi per anfibi; sovrappassi stradali;  sovrappassi ad uso esclusivo per la fauna (ecodotti); canalette di scarpata.